# Hagasjön (Torups socken, Halland, 630780-134432)
Hagasjön är en sjö i Hylte kommun i Halland och ingår i Nissans huvudavrinningsområde.